# Thomas de Maizière
Pour les articles homonymes, voir Maizière.
Thomas de Maizière, né le 21 janvier 1954 à Bonn, est un homme d'État allemand membre de l'Union chrétienne-démocrate d'Allemagne (CDU).
Juriste formé en Allemagne de l'Ouest, il travaille aux côtés de Richard von Weizsäcker puis d'Eberhard Diepgen à Berlin-Ouest dans les années 1980. En 1990, il passe en Allemagne de l'Est, travaillant auprès de son cousin Lothar de Maizière, dernier ministre-président du pays.
Il dirige la chancellerie de Mecklembourg-Poméranie-Occidentale entre 1994 et 1998, puis celle de Saxe de 1999 à 2001. À cette date, il est nommé ministre des Finances, puis ministre de la Justice en 2002, et enfin ministre de l'Intérieur en 2004.
Il se voit confier des fonctions fédérales en 2005, quand Angela Merkel le nomme Directeur de la chancellerie fédérale et ministre fédéral avec attributions spéciales. Il devient ministre fédéral de l'Intérieur en 2009, puis ministre fédéral de la Défense deux ans plus tard. De 2013 à 2018, il occupe de nouveau le poste de ministre fédéral de l'Intérieur.

## Biographie

### Origines et famille
La famille Maizière, originaire de Maizières-lès-Metz, a fui la France après la révocation de l'édit de Nantes par laquelle, le 17 octobre 1685, Louis XIV interdit l’exercice du culte protestant. Thomas de Maizière est le cousin de Lothar de Maizière, dernier ministre-président de la République démocratique allemande (ancienne RDA) et seul démocratiquement élu. Son père, Ulrich de Maizière, est militaire de carrière, adjoint du général Adolf Heusinger pendant la Seconde Guerre mondiale et chef d'état-major de la Bundeswehr entre 1966 et 1972.
Thomas de Maizière est marié et père de trois enfants. Résidant à Dresde, il est de confession protestante.

### Études et formation
Ayant accompli ses études secondaires dans un établissement jésuite de Bonn, Thomas de Maizière adhère à la CDU en 1971 et passe son Abitur en 1972. Il accomplit ensuite son service militaire obligatoire. En 1974, il s'inscrit à l'université de Münster afin d'y étudier le droit et l'histoire. Il termine son cursus cinq années plus tard à l'université de Fribourg-en-Brisgau, par le passage de son premier examen juridique d'État. Il réussit le second en 1982.

### Débuts professionnels
Thomas de Maizière commence sa vie professionnelle en 1983, lorsqu'il intègre le cabinet de Richard von Weizsäcker, alors bourgmestre-gouverneur de Berlin-Ouest. Reconduit par Eberhard Diepgen, qui prend ce poste en 1984, il est nommé en 1985 directeur du département politique de la chancellerie de Berlin-Ouest et porte-parole du groupe de la CDU à la Chambre des députés.
Il obtient son doctorat de droit à l'université de Münster en 1986.
En 1990, il part pour la République démocratique allemande (RDA), où il participe à la création du cabinet du ministre-président Lothar de Maizière. À ce titre, il participe à l'équipe de négociation du traité d'unification allemand.

### Directeur de chancellerie en RDA
Nommé secrétaire d'État du ministère de l'Éducation du nouveau Land de Mecklembourg-Poméranie-Occidentale le 28 octobre 1990, Thomas de Maizière est promu directeur de la chancellerie régionale, avec rang de secrétaire d'État, le 8 décembre 1994. Il travaille donc sous l'autorité du ministre-président Berndt Seite.
Il perd son poste avec la défaite de Seite aux élections de 1998, mais il est appelé à exercer la même fonction auprès du ministre-président de la Saxe Kurt Biedenkopf dès le 26 octobre 1999.

### Un ministre polyvalent en Saxe
À la suite du renvoi de Georg Milbradt, Thomas de Maizière devient ministre des Finances du Land le 30 janvier 2001. Quand Milbradt prend la suite de Biedenkopf le 2 mai 2002, il le désigne ministre de la Justice.
Les élections législatives régionales du 19 septembre 2004 lui permettent de conquérir son premier mandat parlementaire : avec 47,9 % des voix dans la 51e circonscription, il est élu député au Landtag. Le 11 novembre suivant, il passe au poste de ministre de l'Intérieur, dans la « grande coalition » que Milbradt est contraint de former.

### Le bras droit d'Angela Merkel
Il doit cependant quitter le gouvernement environ un an plus tard. Effectivement, le 22 novembre 2005, la nouvelle chancelière fédérale Angela Merkel, elle aussi contrainte de gouverner en alliance avec les sociaux-démocrates, choisit Thomas de Maizière comme directeur de la chancellerie fédérale. Elle le nomme parallèlement ministre fédéral avec attributions spéciales, une première depuis le départ de Bodo Hombach en 1999.

### Deux ministères régaliens en quatre ans
Pour les élections fédérales du 27 septembre 2009, il est investi par la CDU comme tête de liste en Saxe et candidat dans la 156e circonscription fédérale. Sa candidature ayant totalisé 45,2 % des voix, il se fait élire député fédéral au Bundestag.
À la formation de la « coalition noire-jaune » conduite par Merkel le 28 octobre, il quitte ses responsabilités pour celles de ministre fédéral de l'Intérieur. Ronald Pofalla prend sa suite à la chancellerie.
Le 3 mars 2011, il est appelé aux fonctions de ministre fédéral de la Défense pour succéder à Karl-Theodor zu Guttenberg, mis en cause dans une affaire de plagiat de sa thèse de doctorat.
En mai 2013, il se trouve pris dans un scandale autour de l'achat pour près de 700 millions d'euros de drones Euro Hawk, version européenne du RQ-4 Global Hawk américain, qui ne voleront jamais du fait de défaillances structurelles.

### Un deuxième passage à l'Intérieur
À nouveau candidat au cours des élections fédérales du 22 septembre 2013, il franchit facilement la barre de la majorité absolue avec un résultat de 53,6 %. Le 17 décembre le cabinet Merkel III – de « grande coalition » – prend ses fonctions ; de Maizière y siège toujours, à nouveau comme ministre fédéral de l'Intérieur.
Il devient alors la seconde personnalité, avec son prédécesseur en 2009 Wolfgang Schäuble, à prendre une deuxième fois la tête de ce département ministériel.

## Distinctions
- Grand-croix de l'ordre du Mérite du Portugal